# Chi Mèo báo
Chi Mèo báo (danh pháp khoa học: Prionailurus) là một chi thuộc họ Mèo, bao hàm bốn loài mèo nhỏ có bộ lông lốm đốm sống ở châu Á. Các thành viên của chi Mèo báo chủ yếu sống trong rừng cây. Phần lớn các loài mèo báo có thể bơi tốt và một số loài trong chi này dành nhiều thời gian dưới nước và thực phẩm chính của chúng là cá cũng như các loài động vật thủy sinh khác.

## Từ nguyên
Tên khoa học Prionailurus bắt nguồn từ 2 chữ trong tiếng Hy Lạp: πριόνι (prióni, nghĩa là "cái cưa") và αἴλουρος (aílouros, nghĩa là "mèo")

## Lịch sử phân loài
Tên chi Prionailurus cho một động vật họ Mèo xuất hiện tại vùng nhiệt đới châu Á được đề xuất lần đầu tiên bởi nhà tự nhiên học và nhà thám hiểm Nga Nikolai Alekseevich Severtzov vào năm 1858. Loài động vật này - hiện nay được biết tới với tên gọi là mèo báo - lúc đó được Brian Houghton Hodgson đặt tên là Felis pardachrous. Ngoài ra, theo các tài liệu của chính Severtzov, loài mèo báo cũng được Thomas Horsfield và Nicholas Aylward Vigors đặt tên là Felis nipalensis, được John Edward Gray đặt tên là Leopardus Elliotti, Leopardus Horsfieldi, Leopardus chinensis và được Anselme Gaëtan Desmarest đặt tên là Felis bengalensis.
Nhà động vật học người Anh Reginald Innes Pocock thừa nhận sự tồn tại của chi Mèo báo Prionailurus vào năm 1917. Hai thập niên sau, vào năm 1939, ông mô tả chi này dựa theo các đặc điểm của da và hộp sọ, và so sanh các đặc điểm hình thái, cơ thể của nó với chi Mèo (Felis). Chi Mèo báo có bộ lông điểm các vết lốm đốm, thường là hình cây thương, đôi khi hình hoa hồng, và các đốm này hay nằm gần nhau để thành một chuỗi dài nhưng không hòa quyện với nhau thành vằn dài như đối với chi Mèo. Hộp sọ của Mèo báo thấp hơn và ít có vòm cao hơn so với chi Mèo, phần mặt ngắn hơn phần sọ, sàn của ổ mắt dài hơn, xương mũi không lộn lên cao hơn mũi trước, phần buồng ngoài của túi thính giác nhỏ hơn nhiều so với buồng trong. Cùng theo Pocock các loài mèo báo, mèo đốm và mèo bắt cá được xếp vào chi Mèo báo này.
Dường như cách phân loài của Pocock được chấp nhận rộng rãi hơn cả, và hiện nay chi Mèo báo được xác định là có 4 loài như sau:
- Prionailurus bengalensis - Mèo báo
  - Prionailurus bengalensis iriomotensis[12] - Mèo Iriomote
- Prionailurus rubiginosus - Mèo đốm gỉ
- Prionailurus viverrinus - Mèo cá
- Prionailurus planiceps - Mèo đầu phẳng

Các nghiên cứu di truyền gần đây cho thấy các quần thể mèo báo Prionailurus bengalensis ở đảo Đối Mã, Triều Tiên, Siberia, Trung Quốc đại lục và Đài Loan có sự khác biệt khác rõ rệt so với các đồng loại ở Đông Nam Á. Nếu sự khác biệt này đủ ở mức độ loài, thì có thể P. b. euptilurus sẽ được thêm vào danh sách các thành viên của chi Mèo báo.